# Günter Eichel
Günter Eichel (* 15. Dezember 1921 in Wilhelmshaven; † nach 1987) war ein deutscher Schriftsteller, Publizist und Übersetzer.

## Werdegang
Eichel wurde Anfang der 1960er-Jahre einer größeren Öffentlichkeit bekannt mit der Übersetzung der James-Bond-Romane Ian Flemings wie Leben und sterben lassen und Casino Royale (1961). Aus dem Englischen und Amerikanischen übersetzte er außerdem Werke von Eric Ambler, Agatha Christie, Nina Bawden, Ben Lucien Burman, William Fryer Harvey, Ross Macdonald (Dornröschen war ein schönes Kind, 1975), Patrick Quentin, Victor S. Pritchett, Saki und P. G. Wodehouse; ferner betätigte er sich ab den 1950er-Jahren als Publizist und Sachbuchautor.

## Publikationen (Auswahl)

### Sachbücher
- Leben ohne Kontakte. München: Lucas Cranach 1956
- Günter Hegele, Günter Eichel: Tagebuch VII, 1957 – Veröffentlichung der Evangelischen Akademie Tutzing Nr. 8. Tutzing: Evangelische Akademie 1957
- Internationaler Faschismus 1920–1945.  München: Nymphenburger 1966

### Übersetzungen
- Alan Coates Bouquet: Biblischer Alltag – Zeit des Neuen Testaments. Zeichnungen von Marjorie Quennell. München: Claudius 1958
- Ben Lucien Burman: Straße des lachenden Kamels. Roman. Berlin: Deutsche Buch-Gemeinschaft 1959
- Nina Bawden: Der mit dem Pferdefuss. Roman. München, Lucas Cranach 1959
- Ian Fleming: Casino Royale. Frankfurt/M.: Ullstein 1960
- Germaine Brée, Margaret Guiton: Aufstand des Geistes: Das Phänomen der französischen Literatur von Gide bis Camus. Übers. Ernst Cordes und Günter Eichel. Starnberg, München: Keller, 1960
- Mary Hottinger (Hrsg.): Noch mehr Morde: Neue Kriminalgeschichten aus England und Amerika von Dorothy L. Sayers bis Peter Cheyney. Zürich: Diogenes 1963
- William Fryer Harvey: Die Bestie mit den fünf Fingern  – Gruselgeschichten. Mit Peter Naujack. Vorwort von Maurice Richardson. Zeichn. von Peter Neugebauer, Diogenes Erzähler Bibliothek. Zürich: Diogenes 1964
- Ian Fleming: Diamantenfieber. Kriminalroman. Frankfurt/M.: Ullstein 1965
- Patrick Quentin: Portrait eines Mörders. Kriminalgeschichten. Vorwort und Übersetzung Günter Eichel. Zeichnungen von Josef Weihard, Diogenes Erzähler Bibliothek. Zürich: Diogenes 1965
- Ian Fleming: Leben und sterben lassen. Kriminalroman. Frankfurt/M., Berlin: Ullstein 1966
- Victor S. Pritchett: Wenn mein Mädchen heimkommt. 9 Erzählungen. Vorwort von Elisabeth Schnack, Zürich: Diogenes 1965
- Colin McInnes: Blutige Anfänger. Roman. Zürich: Fretz & Wasmuth 1968
- Eric Ambler: Schmutzige Geschichte. Roman. Berlin: Eulenspiegel 1970
- Ross MacDonald: Die Kehrseite des Dollars. Zürich: Diogenes 1971
- Saki: Die offene Tür. Zürich: Diogenes 1973
- Ross Macdonald: Geld kostet zuviel. Kriminalroman. Reinbek: Rowohlt 1974
- P. G. Wodehouse: Promenadenmischung. Lustige Geschichten. Zürich: Diogenes 1983
- Agatha Christie: Der seltsame Mister Quin. München: Scherz 1987